# Набемба
Набемба — найвища гора Республіки Конго.
Розташована у департаменті Сангха. Гора має висоту 1020 метрів (3346 футів) над рівнем моря.
Хмарочос Nabemba Tower у Браззавіллі названий на честь гори.
Поблизу гори знаходяться поклади залізної руди.
| Республіка Конго | Це незавершена стаття з географії Республіки Конго. Ви можете допомогти проєкту, виправивши або дописавши її. |